# Evthimis Filipu
Evthimis Filipu (grec: Ευθύμης Φιλίππου, efˈθimis fiˈlipu; nascut el 18 de gener de 1977), de vegades acreditat com Efthymis Filippou, és un escriptor grec, el treball del qual inclou llibres, obres de teatre i guions. És conegut sobretot per la seva col·laboració amb el director Iorgos Lànthimos, amb qui va coescriure els guions de Kynodontas (2009), Alpeis (2011), Llagosta (2015), The Killing of a Sacred Deer (2017) i Kinds of Kindness (2024).
Va guanyar el Premi Osella pel millor guió a la 68a Mostra Internacional de Cinema de Venècia l'any 2011, que va compartir amb Iorgos Lànthimos. El 2016, va rebre una invitació de l'Acadèmia d'Arts i Ciències Cinematogràfiques per convertir-se en membre.
Als Premis Oscar de 2016, va ser nominat al Millor Guió Original pel seu treball a Llagosta, amb Iorgos Lànthimos. El 2018 va rebre la Palmera d'honor a la XXXIII edició de la Mostra de València.

## Filmografia
| Any  | Títol                        | Notes       | Premis |
| ---- | ---------------------------- | ----------- | --- |
| 2009 | Kynodontas                   | Co-writer   | Premi del Cinema Hel·lènic al millor guió |
| 2011 | Alpeis                       | Co-writer   | Premi Osella pel millor guió |
| 2012 | L                            | Co-writer   | |
| 2015 | Llagosta                     | Coguionista | Premi del Jurat (Festival de Canes) Premi del Cinema Europeu al millor guió Premi de l'Associació de Crítics de Cinema de Los Angeles al millor guió Premi de la Online Film Critics Society a la millor pel·lícula no estatunidenca Nominada—Oscar al millor guió original Nominada—BAFTA a la millor pel·lícula britànica Nominada—Associació de Crítics de Cinema de Bèlgica – Gran Premi Nominada—BIFA a la millor pel·lícula independent britànica Nominada—BIFA al millor guió Nominada—Premi del Cinema Europeu a la millor pel·lícula Nominada—Evening Standard British Film Award a la millor pel·lícula Nominada—London Film Critics' Circle Award a la pel·lícula britànica/irlandesa de l'any Nominada—Online Film Critics Society Award per Millor Original Guió Nominat—Premi Satellite al millor guió original |
| 2015 | Chevalier                    | Coguionista | Premi del Cinema Hel·lènic al millor guió |
| 2017 | The Killing of a Sacred Deer | Coguionista | Festival de Canes – Millor guió |
| 2018 | Oiktos                       | Coguionista | |
| 2024 | Kinds of Kindness            | Coguionista | |
| TBA  | Rosebush Pruning             | Writer      | |